# Ignacio Pinazo Martínez

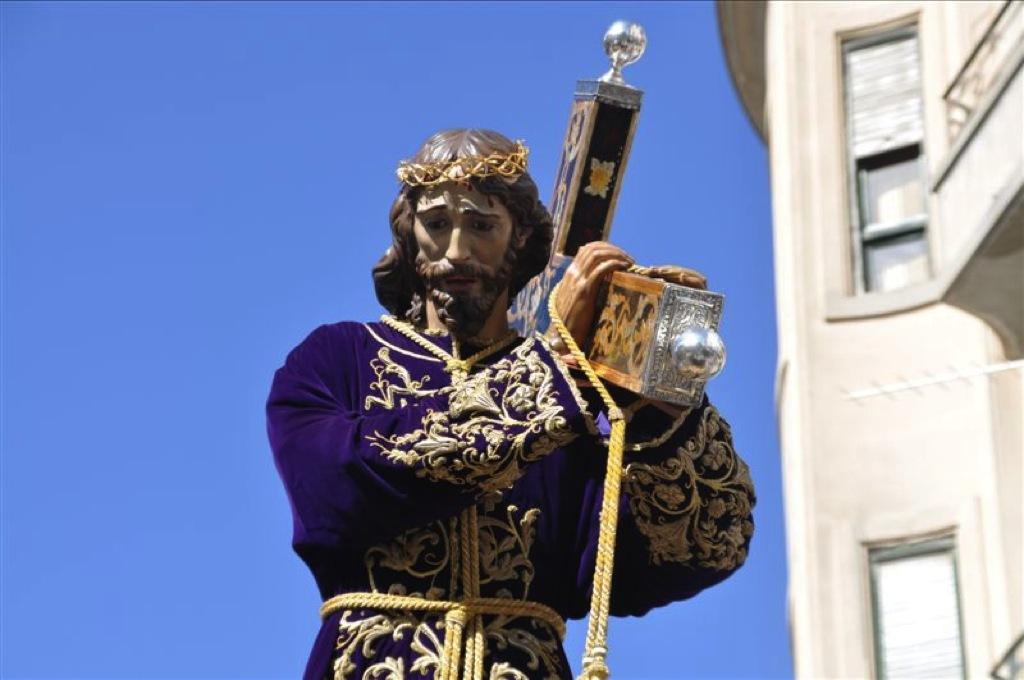
Figura Nuestro Padre Jesús de Cieza w Murcji

Ignacio Pinazo Martínez – hiszpański rzeźbiarz pochodzący z Walencji. Jego ojcem był malarz Ignacio Pinazo Camarlench, a bratem José Pinazo Martínez.
Początkowo uczył się w pracowni ojca, później mając zaledwie 9 lat wstąpił do Królewskiej Akademii Sztuk Pięknych San Carlos w Walencji. Był profesorem rysunku w Escuela Normal de Albacete, a w 1969 r. został profesorem Akademii San Carlos.
W 1900 r. wyjechał do Madrytu, aby pracować w warsztacie rzeźbiarza Mariano Benlliure. W 1904 r. otrzymał stypendium prowincji Walencja na studia w Rzymie, gdzie oprócz rzeźby uczył się także muzyki i śpiewu. Zwiedził Amerykę jako śpiewak w kubańskim zespole muzycznym. W 1909 r. wykonał kopię Damy z Elche, starożytnej rzeźby iberyjskiej znalezionej w regionie Walencji. W 1912 r. wrócił do Hiszpanii i całkowicie poświęcił się rzeźbie.
Brał udział w licznych wystawach i konkursach. W 1899 r. otrzymał wyróżnienie cum laude na Krajowej Wystawie Sztuk Pięknych w Madrycie. W 1815 na tej samej wystawie zdobył II medal za rzeźbę El saque, a w 1948 I medal za rzeźbę Enigma. Rzeźba El alcalde de Benifarach (głowa w brązie, obecnie w zbiorach Muzeum Prado) przyniosła mu Order Legii Honorowej.
W 1944 r. otrzymał pierwsze zamówienie na rzeźbę publiczną dla miasta Walencji. Stworzył wizerunek św. Wincentego Ferreriusza – San Vicente Ferrer, który umieszczono na moście Puente del Real, w miejscu zniszczonej rzeźby z początku XVII wieku. Pinazo inspirował się XVIII-wieczną rzeźbą św. Wincentego wykonaną przez innego rzeźbiarza z Walencji, José Esteve Boneta. W 1949 r. zainaugurowano dzieło, które wykonał na cześć swojego ojca malarza Ignacia Pinazo Camarlench, a następnie podarował miastu.
Jego rzeźba łączy grecki klasycyzm z realizmem typowym dla Hiszpanii lat 30.

## Wybrane dzieła
- El saque, 1914.
- Monumento a Ricardo Codorniu, 1923, Park Retiro, Madryt
- Monumento a Ignacio Pinazo Camarlench, 1949, Walencja
- San Vicente Ferrer, 1945, Puente del Real, Walencja
- Cristo de la Paz, Godella, Walencja
- Nuestra Señora de la Soledad, Jumilla, Murcja
- El saque, 1914, Palacio de la Generalitat Valenciana, Walencja
- Monumento al marqués de Borja, Escorial, Madryt
- El alcalde de Benifarach, Muzeum Prado, Madryt